# Hermandad del Dulce Nombre (Sevilla)
La Hermandad del Dulce Nombre, también conocida como la Bofetá, es una cofradía de culto católico instaurada en la ciudad de Sevilla, en la comunidad autónoma de Andalucía (España). Tiene su sede canónica en la iglesia de San Lorenzo, ubicada en su barrio homónimo del Casco Antiguo. Su nombre completo es Pontificia, Fervorosa, Ilustre y Antigua Hermandad y Cofradía de Nazarenos de Nuestro Padre Jesús ante Anás, Santo Cristo del Mayor Dolor, María Santísima del Dulce Nombre y San Juan Evangelista.

## Historia
Hacia 1585 el maestro provincial de los dominicos, Diego Calahorrano, fundó la Hermandad del Niño Perdido y Santa Ana en una capilla del convento de Santa María de Monte-Sion. El propósito de esta hermandad era socorrer y amparar a los niños y niñas huérfanos de Sevilla. Fue aprobada por el cardenal arzobispo Rodrigo de Castro, que le otorgó una renta de 100 ducados de oro a perpetuidad. En 1587 pasó a estar patrocinada por el Ayuntamiento de Sevilla y se dedicó solamente a la acogida de niñas huérfanas. Puso su sede para obras benéficas en la confluencia entre las calles Cañavería (actual Joaquín Costa) y Niño Perdido. Posteriormente, se trasladó a la calle Pajería (actual Zaragoza) y luego a la calle del Naranjo (actual Méndez Núñez).
A finales del siglo XVI se fundó en el barrio de San Bartolomé la Hermandad de Gloria del Dulce Nombre de María. Entre finales del siglo XVI y principios del XVII fue añadido como titular el Cristo del Mayor Dolor. En 1634 tenía su sede en la iglesia de Santa María la Blanca como hermandad de penitencia y gremial. Procesionaba en Semana Santa con una centuria de romanos.
En la primera mitad del siglo XVII se fundó la Cofradía del Santísimo Cristo de la Bofetada en Casa de Anás. Tenía su sede en el convento de la Merced. La Hermandad del Dulce Nombre se trasladó al convento de la Merced, fusionándose con esta cofradía.
El 27 de marzo de 1641 se hizo hermano de esta cofradía el pintor Francisco de Zurbarán.
En 1666 el Ayuntamiento de Sevilla autorizó a la Cofradía del Santísimo Cristo de la Bofetada en Casa de Anás, Mayor Dolor de Nuestro Señor Jesucristo y Nombre de María Santísima a ocupar la capilla de la Casa-Asilo de las Niñas Huérfanas, en la calle del Naranjo. Este mismo siglo, debido al mal estado de la capilla, se trasladó a la iglesia de Santiago. Regresó a esta capilla tras su restauración en 1734.
En 1739 esta cofradía compró a la Hermandad de las Siete Palabras un paso alegórico del Apocalipsis. Este paso fue diseñado en 1680 por Francisco Ruiz Gijón, que no pudo acabarlo. Fue continuado en 1688 por Bernardo Simón de Pineda y fue finalizado en 1701 por Diego de la Rosa. De este paso se conservan cuatro imágenes de ángeles que tiene la hermandad.
Esta hermandad hizo estación de penitencia con sus imágenes titulares hasta 1745. En 1795 el hospicio se trasladó al beaterío de la Santísima Trinidad, en la collación de Santa Lucía, por falta de recursos. El encargado de hacer la solicitud del traslado fue el párroco de Santa María la Blanca, Bartolomé Cabello y Barroso. En 1809 las imágenes de la hermandad se trasladaron al beaterío.
En 1919 fue refundada en la parroquia de San Román como Fervorosa Hermandad de Nazarenos de Nuestro Padre Jesús ante Anás, Santísimo Cristo del Mayor Dolor y María Santísima del Dulce Nombre, con el beneplácito del arzobispo Enrique Almaraz y Santos.
En 1924 se trasladó a la iglesia del convento franciscano de San Antonio de Padua, en el barrio de San Lorenzo. Aquí compartieron sede con la Hermandad del Buen Fin y con la Hermandad de la Divina Pastora de San Antonio. En 1968 se trasladaron a la parroquia de San Lorenzo, a una capilla donde antiguamente estuvo la Hermandad del Señor del Gran Poder.

## Pasos e imágenes

### Paso del misterio de Jesús ante Anás

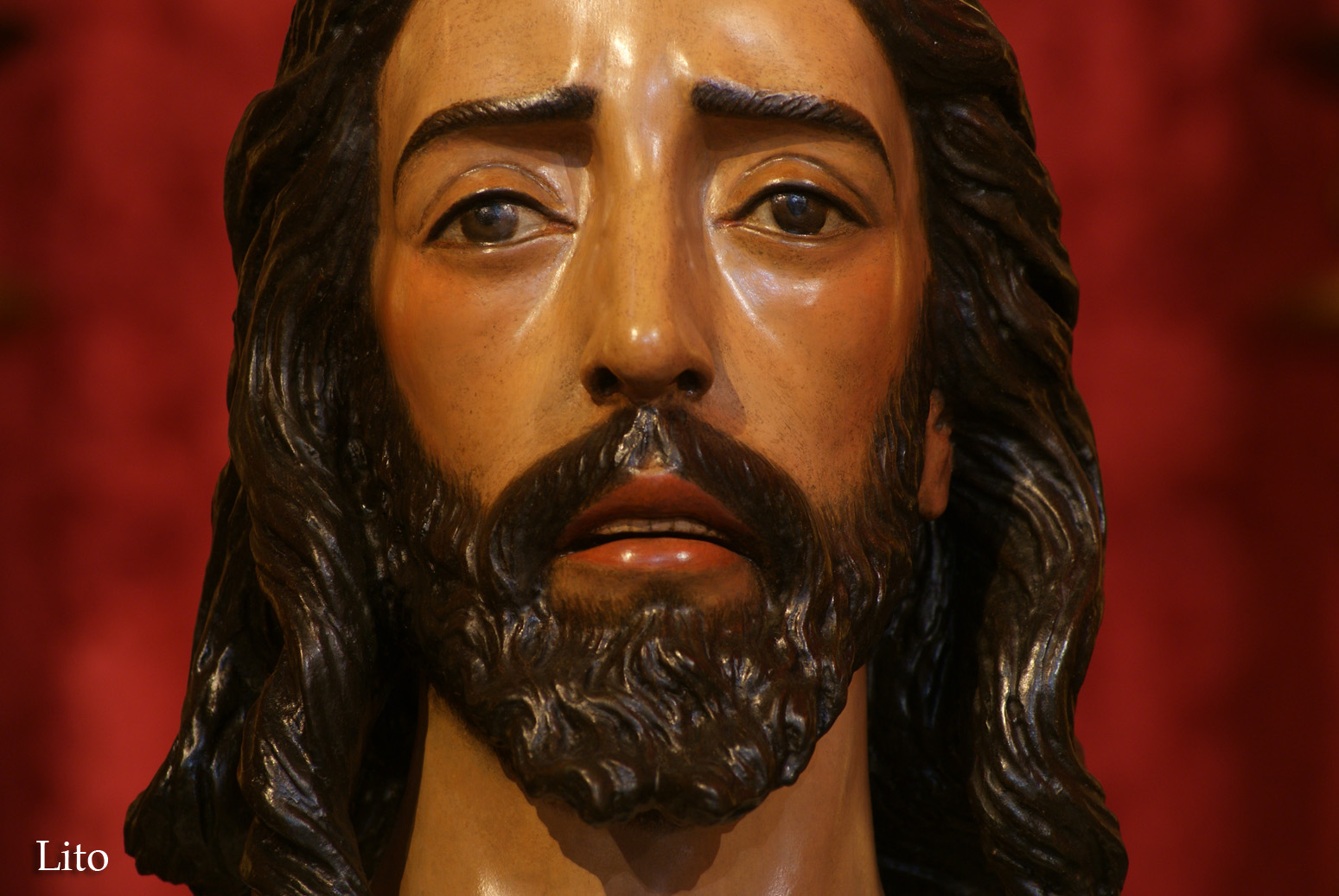
Nuestro Padre Jesús ante Anás

El grupo escultórico de Jesús ante Anás fue realizado por Antonio Castillo Lastrucci en 1923. Representa el pasaje evangélico de San Juan en el que Jesucristo es presentado ante Anás. En la escena aparece el judío Malco en actitud de abofetear a Jesús, bajo la mirada de José de Arimatea y Anás, y en presencia de un soldado romano y otro judío burlándose de la escena. Esta imagen de Jesús es la única que aparece de espaldas al público en su estación de penitencia en la ciudad.
El paso del misterio fue diseñado por Juan Pérez Calvo en estilo neobarroco, y realizado por Rafael Fernández Toro en madera de pino de Flandes en 1945. Fue dorado por Antonio Sánchez González el mismo año, y en 1977 se le colocaron los nuevos respiraderos y maniguetas, obra de Antonio Vega Sánchez, por lo que fue nuevamente dorado por Antonio Díaz Fernández en 1978, y retocado finalmente en 1998 por Enrique Vázquez Cabello. Lleva seis ángeles pasionarios, y seis relieves con pasajes de la Pasión, obra de Luis Ortega Bru en 1945. Porta faldones de terciopelo granate con broches bordados en oro, diseño de Juan Pérez Calvo y obra del taller de las Hijas de la Caridad del colegio de San Martín de Cádiz en 1962. Su llamador tiene forma de calabrote, en simbología y recuerdo del cordel, cuerda o soga con que se cuenta que Cristo fue llevado cautivo ante la presencia de Anás. Es de metal y fue donado por la Fundición de San Antonio, y refundido en bronce por Adolfo Escacena en 1939. La parihuela actual es obra de Juan García Casas, de La Rambla (Córdoba), en el año 2000, con unas medidas de 2’35 x 5’00 x 1’48 metros.

### Palio de la Virgen del Dulce Nombre

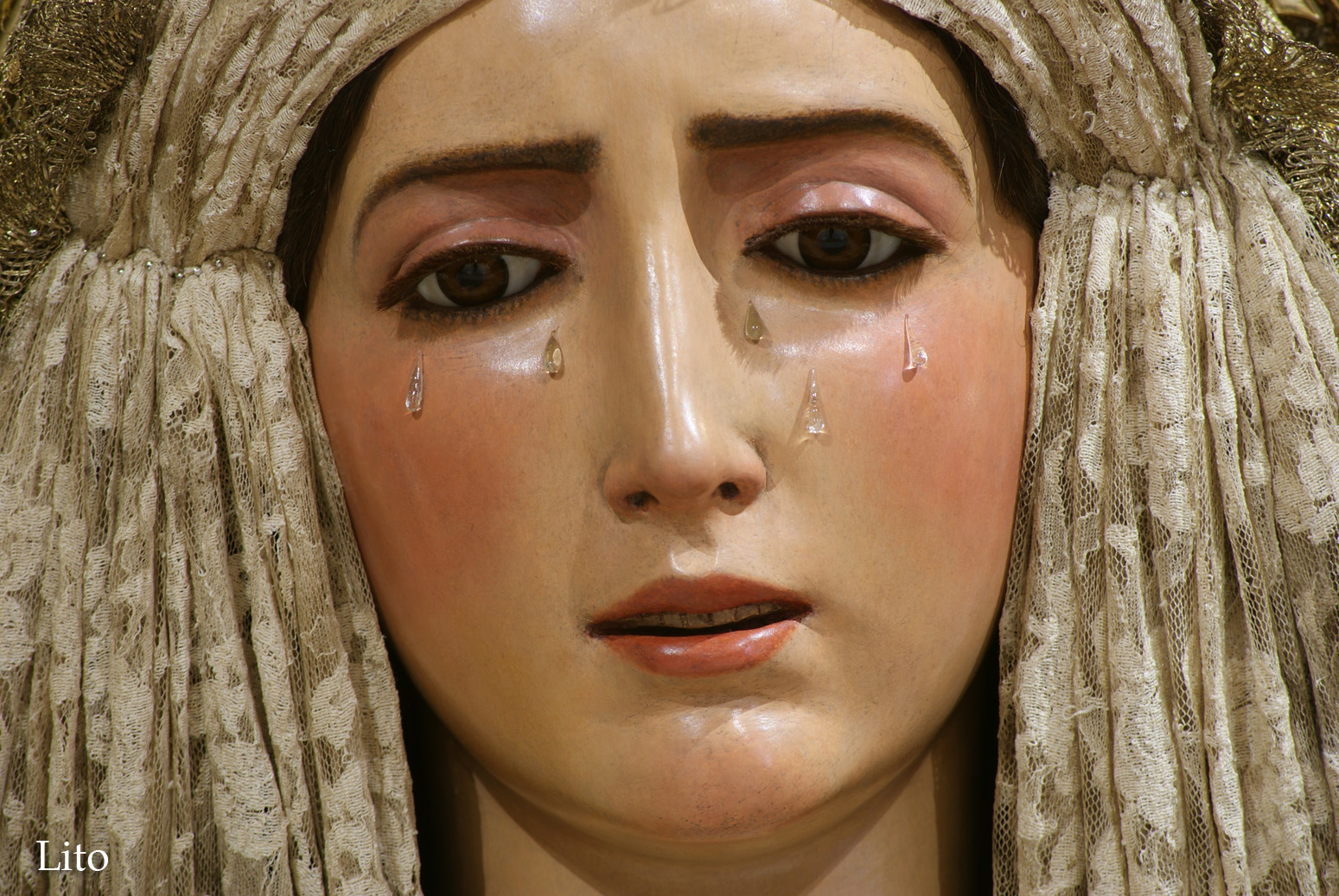
Virgen del Dulce Nombre

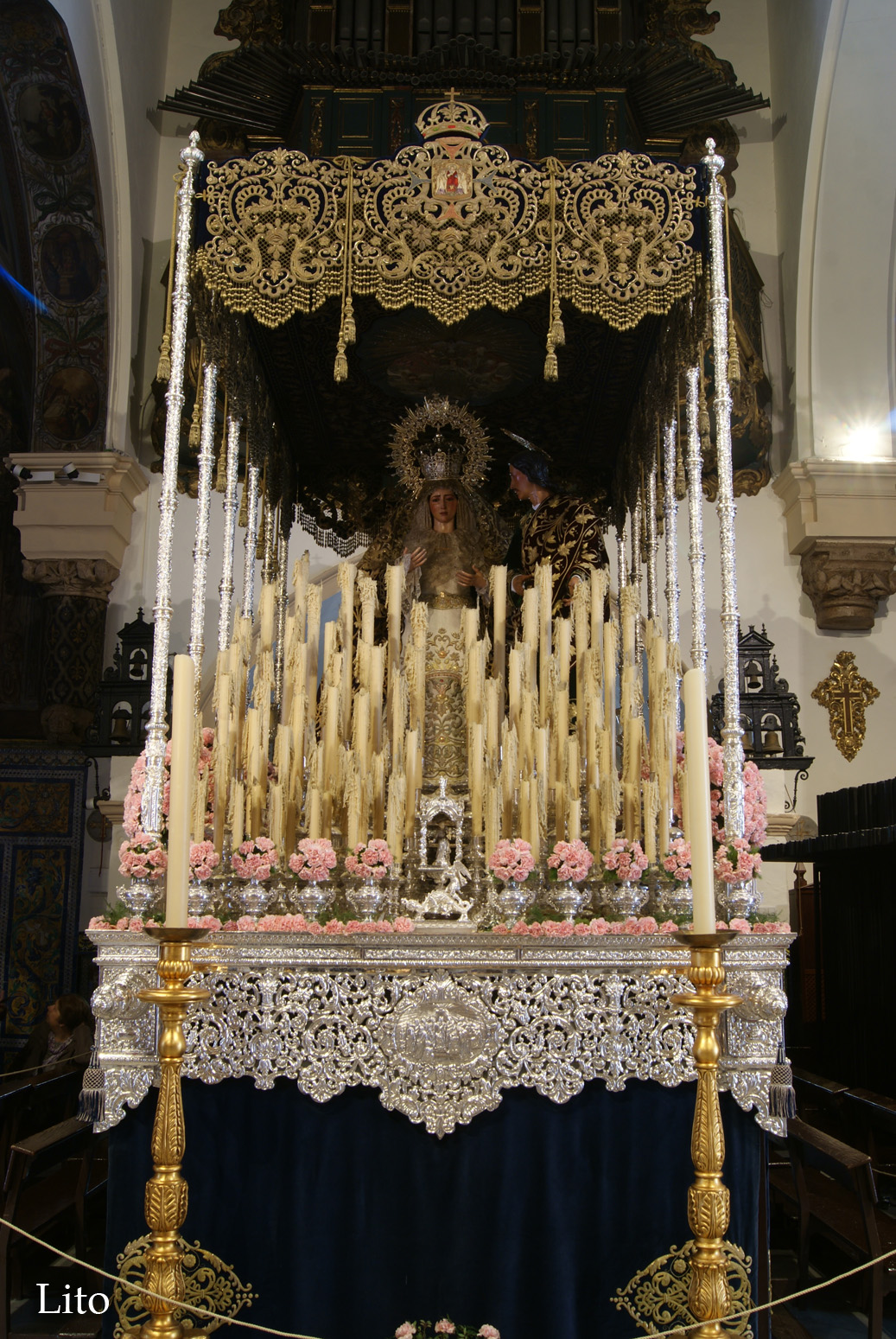
Palio de la Virgen del Dulce Nombre

El segundo paso de la hermandad lleva bajo palio a María Santísima del Dulce Nombre acompañada de San Juan Evangelista. Ambas imágenes fueron realizadas por Antonio Castillo Lastrucci en 1924, quien tras su primera salida intervino el rostro de la Virgen para proporcionarle una forma más redondeada; luce manto de terciopelo azul con bordados en oro realizado por Juan Manuel Rodríguez Ojeda en 1923 siguiendo el diseño del palio, realizado por el mismo autor dos años antes.
El palio se compone de doce varales de líneas rectas, labrados en metal plateado por Andrés Contreras en 1942, y restaurados a finales de siglo por Emilio Méndez. La gloria del techo de palio reproduce la obra de Diego Velázquez titulada la Coronación de la Virgen, obra del taller de Sobrinos de Caro en 1942 y restaurado en el mismo taller en 1985. Los respiraderos en plata de ley son de Ángel Gabella Pérez (1992) siguiendo el modelo de los anteriores, y se completan con faldones de terciopelo azul. La peana fue realizada en 1925 por Eduardo Seco Imberg y restaurada en 1977 y 1998 por Fernando Marmolejo Camargo, y tiene templete en plata de ley y encarnaciones de marfil que representan a San Antonio de Padua y al Niño Jesús, labrado por Jesús Domínguez Vázquez en 1954.
La candelería es obra de Jesús Domínguez Vázquez (1969-1973) en metal plateado, y enriquecida con baño de plata en 2003. Los candelabros de cola, de once luces, son de plata de ley, realizados por Orfebrería Macarena en 1995 siguiendo modelo de los anteriores, al igual que las de diez violeteras delanteras, mientras que las diez laterales fueron realizadas en metal plateado por Andrés Contreras Ramírez en 1942. Finalmente, el llamador del paso representa a San Miguel y fue elaborado en plata de ley por Orfebrería Triana según diseño de Ramón León en 1994.

### Cristo del Mayor Dolor

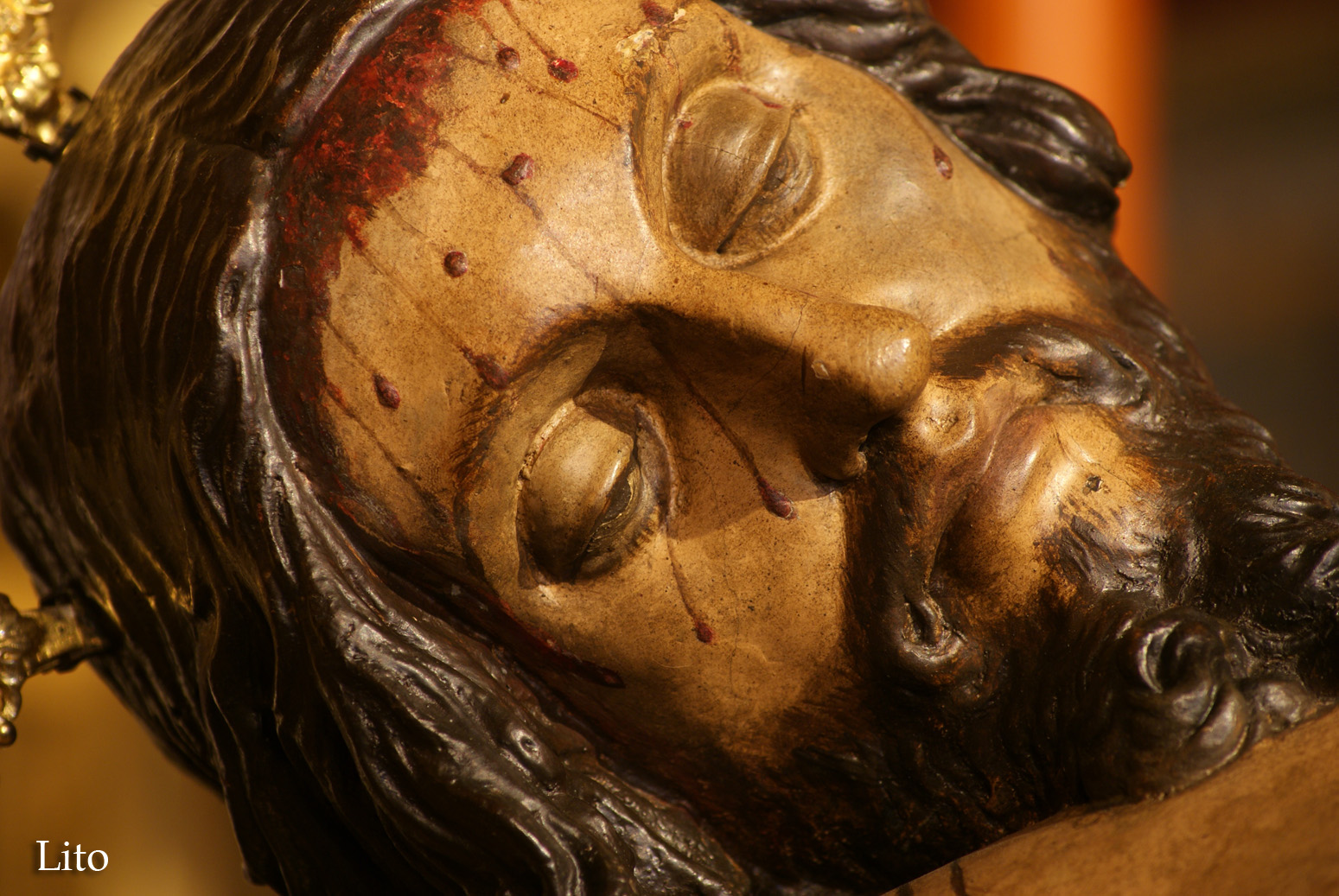
Santísimo Cristo del Mayor Dolor

También es una imagen titular de la hermandad el Cristo del Mayor Dolor, que es un crucificado del siglo XVII obra anónima, aunque no sale en estación de penitencia.

## Sede
|                                     |
| Iglesia de San Román (1919 - 1924). |

|                                                 |
| Convento de San Antonio de Padua (1924 - 1968). |

|                                           |
| Iglesia de San Lorenzo (1968 - presente). |

## Marchas dedicadas
Acompañan musicalmente cada Martes Santo tras el misterio la Banda de Cornetas y Tambores Nuestra Señora de la Victoria (Las Cigarreras), y tras el palio de la Virgen del Dulce Nombre la Sociedad Filarmónica Nuestra Señora de la Oliva de Salteras.
Relación de marchas dedicadas a la hermandad para ser interpretadas por banda de cornetas y tambores (CCTT) y agrupaciones musicales (AM):
- Jesús ante Anás (Bienvenido Puelles Oliver, 1985) CCTT Su título y dedicatoria fueron a instancias de Antonio González Ríos.
- Jesús Tu Dulce Nombre (Ángel Manuel Cebrero Miranda, 1994) CCTT Fue grabada por la Banda de las Tres Caídas de Triana en 1995 y se la conoce popularmente como "Dulce Nombre".
- María del Dulce Nombre (José Ramón Pérez Soto, 1995) CCTT Grabada en 1998 por la Banda de Cornetas y Tambores Santísimo Cristo de la Exaltación (antigua Banda San Francisco Javier). Después del solo lleva la siguiente letra: "María / Mi Dulce Nombre de María / Virgen de Sevilla / Dulce María".
- Dulce Nombre de María (Diego Alejandro Moreno Álvarez, 1995) CCTT Es una de las marchas más populares de la hermandad. Es interpretada asiduamente por la Banda de las Cigarreras tras el Señor ante Anás.
- Tu Dulce Nombre (Emilio Muñoz Serna, 1999) AM La única marcha de agrupación musical dedicada a la hermandad (por el momento). La composición cuenta con fragmentos de zambra. Grabada en 2000 por la Agrupación Musical de la Redención.
- Jesús ante Anás (Jorge Águila Ordóñez / Sergio Muñiz Carmona, 2002) CCTT La Banda del Rosario de Cádiz la registró discográficamente en 2003.
- Mirada de Dulce Nombre (David Álvarez García, 2008) CCTT Dedicada a Jesús ante Anás porque es el único Cristo que mira a su Madre durante todo el recorrido. Su autor ha realizado distintas versiones, la última de las cuales fue estrenada el Martes Santo de 2019 por la Banda de las Cigarreras en la plaza de San Lorenzo esquina con Cardenal Spínola.
- La otra mejilla (Miguel Pérez Martín, 2008) CCTT No ha sido estrenada aún.
- Ante Anás… El Hijo de Dios (Cristóbal López Gándara, 2016) CCTT Forma parte de la llamada Tetralogía de "Los Hijos de Dios".
- Y dijo Anás… (Pedro Manuel Pacheco Palomo, 2016) CCTT Es una marcha descriptiva. Refleja la chicotá de Nuestro Padre Jesús ante Anás desde la esquina del Bar El Sardinero hasta su entrada, al mando de los Hermanos Gallego.
- Frente a Dios (Francisco Javier Torres Simón, 2019) CCTT Surge del encargo de la Hermandad del Dulce Nombre para conmemorar el I Centenario de su reorganización. El título constituye un guiño a la Banda de las Cigarreras, la única que mira de frente a Cristo, la única que va tocando “frente a Dios”. Tiene dos partes bien diferenciadas: una primera de estilo clásico y elegante, seguida de una fuga completa. Fue estrenada el 26 de marzo de 2022 por la Orquesta Filarmonía de Sevilla.[6]

Relación de marchas dedicadas a la hermandad para ser interpretadas por banda de música:
- Jesus Christus (Moisés García Espinosa, 1920) Después de muchos años extraviada, en 2008 la hermandad recupera las partituras para su archivo. Fue grabada en 1991 por la Banda Sinfónica AGRUMAD y en 2014 por la Banda de la Oliva de Salteras.
- El Dulce Nombre (Manuel López Farfán, 1925) Contiene letra para ser cantada por tenor y coro y la opción de tocar ocarinas en su instrumentación. La letra dice así: "Te llaman del Dulce Nombre / Hermosura peregrina / Faro de gran luz divina / Qué linda en tu pena vas / Bajo palio te conducen / Y orgullosos bien te lucen / Todos tus fieles hermanos / De esta gloriosa hermandad".
- María Santísima del Dulce Nombre (Luis Lerate Santaella, 1955) Quizá la marcha más emblemática de la hermandad, forma parte del repertorio habitual de las bandas españolas.
- Virgen del Dulce Nombre (Pedro Morales Muñoz, 1986) Fue compuesta por encargo de algunos miembros del grupo joven de la hermandad.
- Cristo del Mayor Dolor (Luis Lerate Santaella, 1988) Las partituras fueron entregadas en octubre de 1988 y se estrenó en febrero de 1989. Se interpretó por primera vez en la calle en la noche del 25 al 26 de julio de 1992 por la Banda de la Oliva durante el regreso procesional de María Santísima del Dulce Nombre y San Juan Evangelista de la exposición Los Esplendores de Sevilla en la parroquia del Salvador.
- Jesús ante Anás (Luis Lerate Santaella, 1992) Los primeros compases de la marcha representan la bofetada que recibió Jesús en casa de Anás por parte del sayón Malco.
- Rosa de San Lorenzo (Patricio Gómez Valles, 1993) Las partituras (guion sin instrumentar) fueron entregadas a la hermandad en 2008, y posteriormente fue instrumentada para banda de música por Juan Santos.
- Al Cielo con Ella (Pedro Morales Muñoz, 1995) Compuesta en 1995 y dedicada a la hermandad en 1998. Forma parte del repertorio habitual de las bandas de música.
- Fons Pietatis (Juan José Luque Vela, 2006) Estrenada en marzo de 2007 por la Banda Sinfónica Municipal de Sevilla. Contiene un solo de carillón o lira.
- La Gracia de Sevilla bajo palio (Juan Velázquez Sánchez, 2007) Se interpretó por primera vez a la salida de la Virgen del Dulce Nombre en 2008 por la Banda de la Oliva.
- Señora del Dulce Nombre (Jacinto Manuel Rojas Guisado, 2010) Estrenada en septiembre de 2010 por la Banda de la Oliva.
- El Dulce Nombre de María (Alberto Fernández-Palacios García, 2013) Compuesta originariamente en 2010, la marcha fue modificada en profundidad en 2013, dando lugar a una composición prácticamente nueva.
- Madre, tu Dulce Nombre (Antonio David Rodríguez Gómez, 2015) Grabada por primera vez por la Banda de la Oliva en 2016. Poco a poco se va prodigando en los repertorios de las distintas bandas.
- La Rosa de San Lorenzo (José Peña Rubio, 2019) Estrenada por la Banda de la Oliva en febrero de 2020.

Relación de piezas dedicadas a la hermandad para ser interpretadas en cultos y música de capilla:
- Coplas a Nuestro Padre Jesús (Antonio Salas, 1925) Populares en los años 20 del s. XX, se recuperaron en 2009. Para orquesta de cámara y las voces de tenor, barítono, bajo y coro.
- Santo Cristo del Mayor Dolor (José Luis González Rapela, 2011) Trío de capilla para oboe, clarinete y fagot. Se estrenó el viernes 1 de abril de 2011 durante el Viacrucis del Cristo del Mayor Dolor por integrantes de la Banda de la Oliva.

## Paso por la carrera oficial
| Predecesor: San Benito | Orden de entrada en la carrera oficial (Martes Santo) 3.er lugar | Sucesor: La Candelaria |